# Abd-al-Qays (nom)
Abd-al-Qays o, menys freqüentment, Abd-Qays és un nom masculí teòfor àrab d'època preislàmica (àrab: عبد القيس, ʿAbd al-Qays o عبد قيس, ʿAbd Qays) que literalment significa ‘Servidor de(l déu) Qays’. Si bé Abd-al-Qays o Abd-Qays són les transcripcions normatives en català del nom en àrab clàssic, també se'l pot trobar transcrit Abdul Qays... normalment per influència de la pronunciació dialectal o seguint altres criteris de transliteració.
Abd-al-Qays també dona nom a una antiga tribu de l'Aràbia oriental, els membres de la qual eren anomenats abdís o abqassís.
Vegeu aquí personatges i llocs que duen aquest nom.